# Іданфірс (цар скіфів)
Іданфірс / Ідантур (грец. Ἰδάνθυρσος /  Ἰδανθούρας) (близько/до 515 — до 496) — скіфський династ, син та спадкоємець Савлія, який очолював Європейську Скіфію під час відомої скіфської кампанії Дарія Великого, що відбулася близько 514—512 рр. до н. е. Відомий з «Історії» Геродота (Історія, IV, 120—127).
Тактика, яку обрав Іданфірс, а саме — ухиляння від вирішальної битви, вимотування сил противника, дала змогу Іданфірсові звести нанівець наймасштабніші приготування і наймасштабнішу військову акцію тих часів. Перське військо пішло зі Скіфії ні з чим.
Повідомлення Ктесія Кнідського щодо результатів експедиції сатрапа Аріарамна (ΠΕΡΣΙΚΑ, XIII, (20)), яка передувала навалі Дарія, дають підстави для припущень щодо певних конфліктів у царському домі скіфів, можливо, спричинених смертю попереднього царя (Савлія) та затвердженням Іданфірса/ Ідантура.
Етимологія імені:

грец. Ἰδανθούρας < скіф. *(ṷ)idant- + *-ūr < праір. *ṷīdṷant- — укр. «знаючий, відаючий».

### Скіфські антропоніми з коренем*(ṷ)idant-
- грец. Ἰδανθ̣έμῑ — відомий з ольвійської епіграфіки (третя чверть VI ст. до н. е.).[6]
- грец. ’Ιδ[αν]θος — патронім представника правлячого дому Тавроскіфії у Боспорі Аргота (до 130 р. до н. е.).[7][8]

## Іданфірс в повідомлені Геродота (Історія, IV)[9]
- 76. Проте мені розповів Тімн (2), представник Аріапейта, що Анахарсій із боку батька був дядьком Ідантірса, скіфського царя (3), і сином Гнура, внука Спаргапейта і сина Ліка. Якщо таке було походження Анахарсія то його вбив його брат, бо Ідантірс був сином Савлія, а Савлій був тим, хто вбив Анахарсія.[10]

- 120. Дві інші частини(1), одна велика, яку очолював Ідантірс, і третя, на чолі якої був Таксакій, з'єднаються і до них ще приєднаються гелони та будини.[11]

- 126. Оскільки ці переслідування і втечі тривали так довго, не припиняючись, Дарій послав вершника до скіфського царя Ідантірса і оголосив йому: «Дивна людино! Чому ти все тікаєш, коли ти міг би зробити вибір, між двома можливостями? Якщо ти вважаєш себе спроможним учинити опір моїм силам, тоді зупинися і вступи в бій. Що ти весь час бігаєш туди й сюди? Якщо ти визнаєш себе неспроможним, тоді перестань тікати, принеси дари твоєму владареві — землю і воду — і тоді ми почнемо переговори».[12]
- 127. На цю пропозицію таку відповідь дав Ідантірс, цар скіфів: «О Персе! Отакі в нас справи: я досі нікого не лякався і не тікав ні від кого, ні в минулому і ні тепер від тебе. І те, що я тепер робив, не відрізняється від того, що я звичайно роблю в мирний час. А з якої причини я не вступаю в бій із тобою, і це я тобі поясню. Ми не маємо ні міст, ні оброблених полів і не боїмося, що хтось може їх захопити або знищити, і не квапимося вступити в бій за них із вами. Однак якщо ви наполягаєте на тому, щоб це сталося якнайшвидше, гаразд, тоді ось що: в нас є могили наших предків(1). Нумо, знайдіть їх і спробуйте завдати їм шкоди. Тоді ви побачите, чи будемо ми з вами воювати заради наших могил, чи ні. Проте перед тим, якщо ми не вважатимемо і не вирішимо, ми не битимемося з тобою. Що ж до битви, то я скажу тобі таке, що моїми владарями я вважаю лише Зевса, мого предка, та Гестію, владичицю скіфів (2). А тобі я пошлю дари замість землі та води, такі, яких ти є гідним, а щодо іншого, про що ти сказав, ніби ти мій владар, я кажу тобі, що ти це спокутуєш». (Така була промова скіфів.)[13]